# Kelenn (maison d'édition)
Pour les articles homonymes, voir Kelenn.
Kelenn est une maison d'édition littéraire et musicale bretonne fondée par Alain Guel, Glenmor et Xavier Grall, qui produisit des disques d'artistes Bretons, notamment Gilles Servat et le groupe Tri Yann ou Gweltaz Ar Fur.

## Histoire
En 1972, Kelenn s'installe à Saint-Brieuc et utilise le studio de Georges Le Coz, futur producteur des disques "Iroise" à Guipavas, près de Brest. La maison Kelenn organise la semaine Keltia à l'Olympia et produit ses premiers albums. Elle produit les grands noms de la chanson bretonne : Servat, Tri Yann (leur premier album Tri Yann an Naoned), Kerguiduff, Maripol, Gweltaz, Gérard Delahaye, Monfaur, Ducos, Gallet... La musique celtique est également représentée par Myrdhin, Bernard Benoît... Jusque dans les années 1980, des albums sortent. Mais le manque de fonds propres pour des investissements risqués l'amène à abandonner la production puis l'édition.